# Astragalus hystrix
Astragalus hystrix es una especie de planta del género Astragalus, de la familia de las leguminosas, orden Fabales.

## Distribución
Astragalus hystrix se distribuye por Turquía e Irán.

## Taxonomía
Fue descrita científicamente por Fisch. Fue publicada en Bull. Soc. Imp. Naturalistes Moscou 26(2): 403 (1853).